# Plomion
 Plomion  là một xã ở tỉnh Aisne, vùng Hauts-de-France thuộc miền bắc nước Pháp.